# Tiagłoje Oziero
Tiagłoje Oziero (ros. Тяглое Озеро) – wieś (sieło) w Rosji, w obwodzie samarskim, w rejonie piestrawskim. W 2010 liczyła 529 mieszkańców.